# Stefano De Benedetti
Stefano De Benedetti, né à Gênes le 10 mars 1958, est un skieur-alpiniste, alpiniste et chef d'entreprise italien. Il est connu pour ses descentes de ski de pente raide, parmi lesquelles quatre-vingts premières, réalisées dans les Alpes et en particulier dans le massif du Mont-Blanc.

## Biographie
Il découvre le hors-piste et le ski-alpinisme dans le val de Suse. En 1977, âgé de dix-neuf ans, il s'inscrit en économie à l'université et commence à pratiquer le ski extrême. Il aménage un fourgon Volkswagen et commence à parcourir les Alpes, où il réalise une douzaine de descentes, dont la face Nord du Grand Paradis et le couloir Gervasutti au mont Blanc du Tacul.
En 1986, après dix ans consacrés à cette activité, qui culminent avec la descente de l'arête de l'Innominata au mont Blanc, il décide d'y mettre un terme. « J'ai décidé que j'avais trop sollicité la chance, » dit-il dans une interview, soulignant le danger extrême de ses entreprises. Dans les années suivantes, il réalise des spots publicitaires pour les montres Sector No Limits. Enfin, dans les années 2000, il se tourne vers le secteur de l'énergie et devient administrateur délégué de la Società Energia Valle d'Aosta (SEVA), entreprise qui construit des centrales hydroélectriques et éoliennes.
Les skis qu'il a utilisés pour la descente de l'Innominata sont exposés au musée national de la Montagne (it) à Turin.

## Descentes de ski extrême
Voici une liste raisonnée de ses descentes les plus importantes :
- Face nord - Punta Ramiere (ITA) - 1977 - descente avec E. Bollero
- Couloir des Italiens - Grande Casse (FRA) - 12 août 1977 - deuxième descente, prima italiana[7]
- Face nord - Uia di Ciamarella (ITA) - 24 août 1977 - première descente italienne[7]
- Canalone di Lourousa - Mont Argentera (ITA) - 2 septembre 1977[7]
- Couloir Gervasutti - La Tour Ronde (FRA) - 23 septembre 1977 - première descente italienne[7]
- Couloir Gervasutti - Mont Blanc du Tacul (FRA) - 26 septembre 1977 - première descente italienne[7]
- Couloir della Forcella - Monte Argentera (ITA) - 12 octobre 1977 - première descente[7]
- Face nord-ouest - Pizzo Cassandra (ITA) - 24 avril 1978 - première descente[7]
- Enchaînement : face nord Becca di Monciair et face nord Ciarforon (ITA) - 3 août 1978[7]
- Enchaînement :face est et face nord-ouest Gran Paradiso (ITA) - 10 août 1978[7]
- Éperon de la Brenva - Mont Blanc (ITA) - 1978
- Couloir Couturier - Aiguille Verte (FRA) - 1979
- Couloir Coolidge - Monviso (ITA) - 1979
- Face nord-ouest - Grivola (ITA) - 1979
- Couloir est - Aiguille de Tré-la-Tête (ITA) - 15 juillet 1979[8]
- Face nord - Roccia Viva - 1979
- Voie des Français - Mont Rose, face est (ITA) - 24 juin 1979 - cette descente n'a pas encore été répétée ; ascension et descente accompagné de Gianni Comino (à pied)[9]
- Voie Major - Mont Blanc (ITA) - 7 septembre 1979 - première descente ; ascension et descente accompagné de Gianni Comino (à pied)[10]
- Face nord-est - Grivola (ITA) - 13 juillet 1980 - première descente
- Face sud-ouest - Mont Blanc (ITA) - septembre 1980 - première descente du couloir Gréloz-Roch
- Voie Grivel-Chabod - Aiguille Blanche de Peuterey (ITA) - 14 septembre 1980 - première descente, répétée seulement en 2010 par Francesco Civra Dano et Luca Rolli[11]
- Grand couloir du Frêney - Mont Blanc (ITA) - juillet 1981 - première descente[12]
- Face sud-ouest - Monte Niblè (ITA) - 1983 - première descente
- Diagonale - Mont Maudit (ITA) - 16 juin 1983[13]
- Voie des Viennois - Fletschhorn (SUI) - 6 juillet 1983 - première descente, face nord
- Face est - Aiguille Blanche de Peuterey (ITA) - 14 juin 1984 - ascension effectuée avec Giorgio Passino mais ce dernier a dû renoncer à descendre à skis faute d'une quantité suffisante de neige pour deux skieurs ; première répétition de la descente par Francesco Civra Dano et Luca Rolli à skis et par Julien Herry et Davide Capozzi en snowboard, le lendemain à skis par Ben Briggs[14]
- Arête de l'Innominata - Mont Blanc (ITA) - 11 juin 1986 - première descente[2],[15]
- Face ouest, directe au Triangolo - Monviso (ITA) - 1986 - première descente, répétée seulement en mai 2009 par Federico Varengo

## Filmographie
- 1996 : La parete che non c'è - Cda & Vivalda Editori[16]
- 2007 : Steep de Mark Obenhaus - histoire du ski extrême des pionniers aux années 2000[17]
- 2016 : Monviso Mon Amour de Fabio Gianotti, sur une idée de Enzo Cardonatti - Kosmoki[18]